# Parc Reine-Verte
Le parc Reine-Verte (en néerlandais : Koningin-Groenpark) est un parc bruxellois situé dans la commune de Schaerbeek. Il possède une entrée au no 126 de la rue Verte et une seconde entrée au no 42 de la rue des Palais. Le nom du parc fait référence à la rue Verte et à la place de la Reine toute proche. Il a été inauguré en juin 2007. La surface du parc, plus de 5 000 m², est principalement issue des jardins de l'ancien palais de la RTT situé rue des Palais.
En janvier 2010, ouverture du pavillon de restauration Cannelle dans le parc.

## Galerie de photos

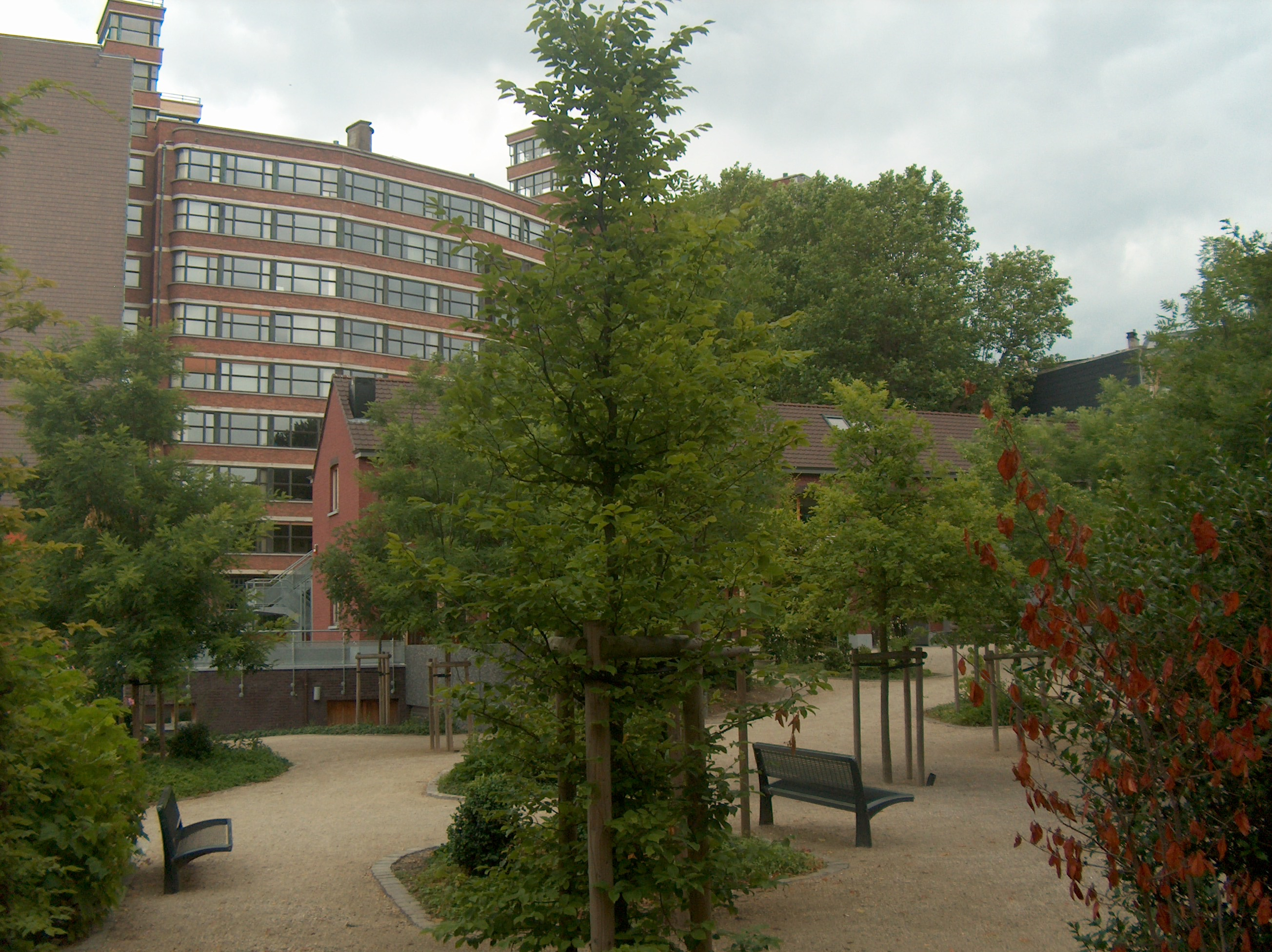
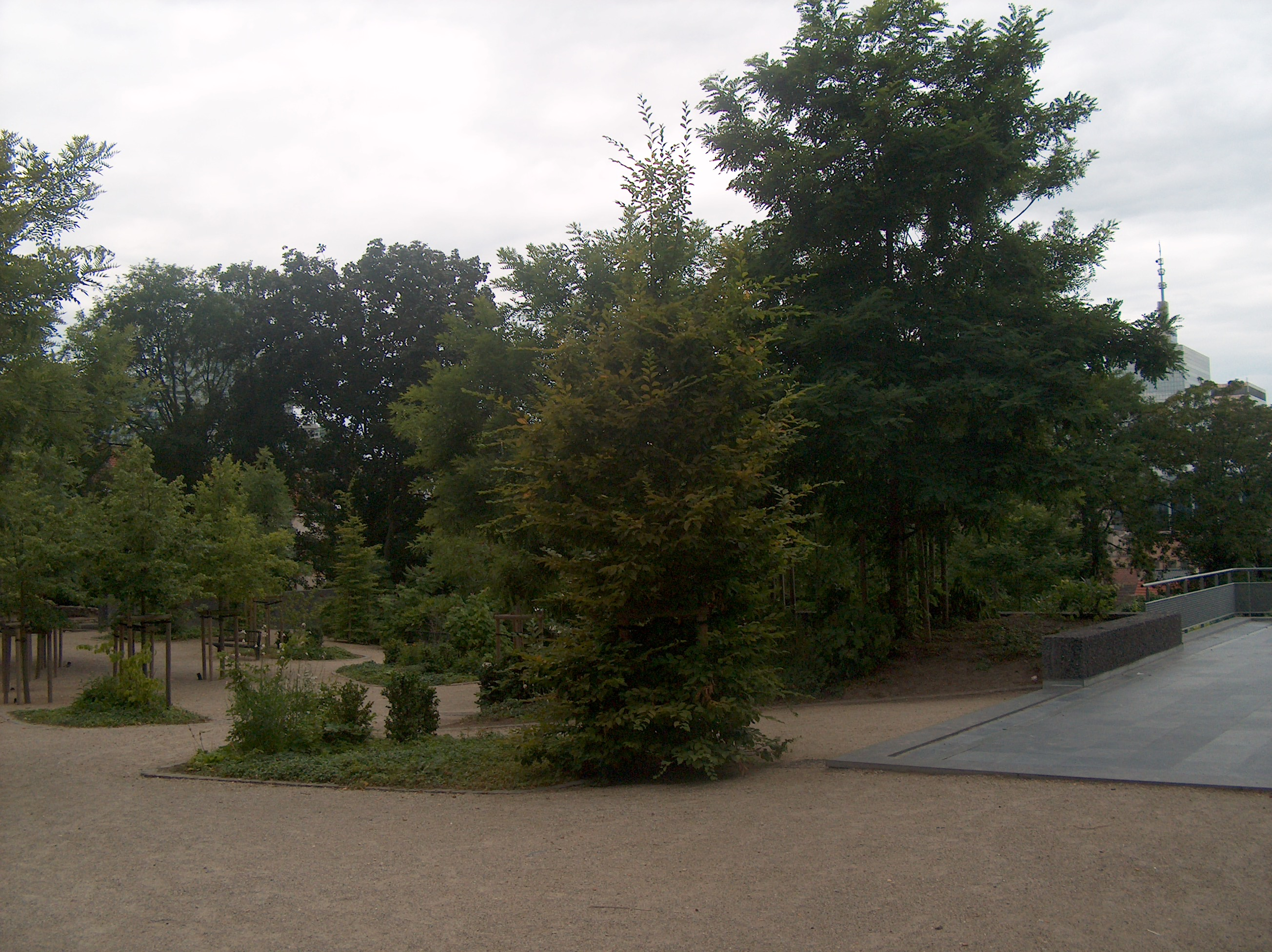